# Lista de países por exportação de gás natural

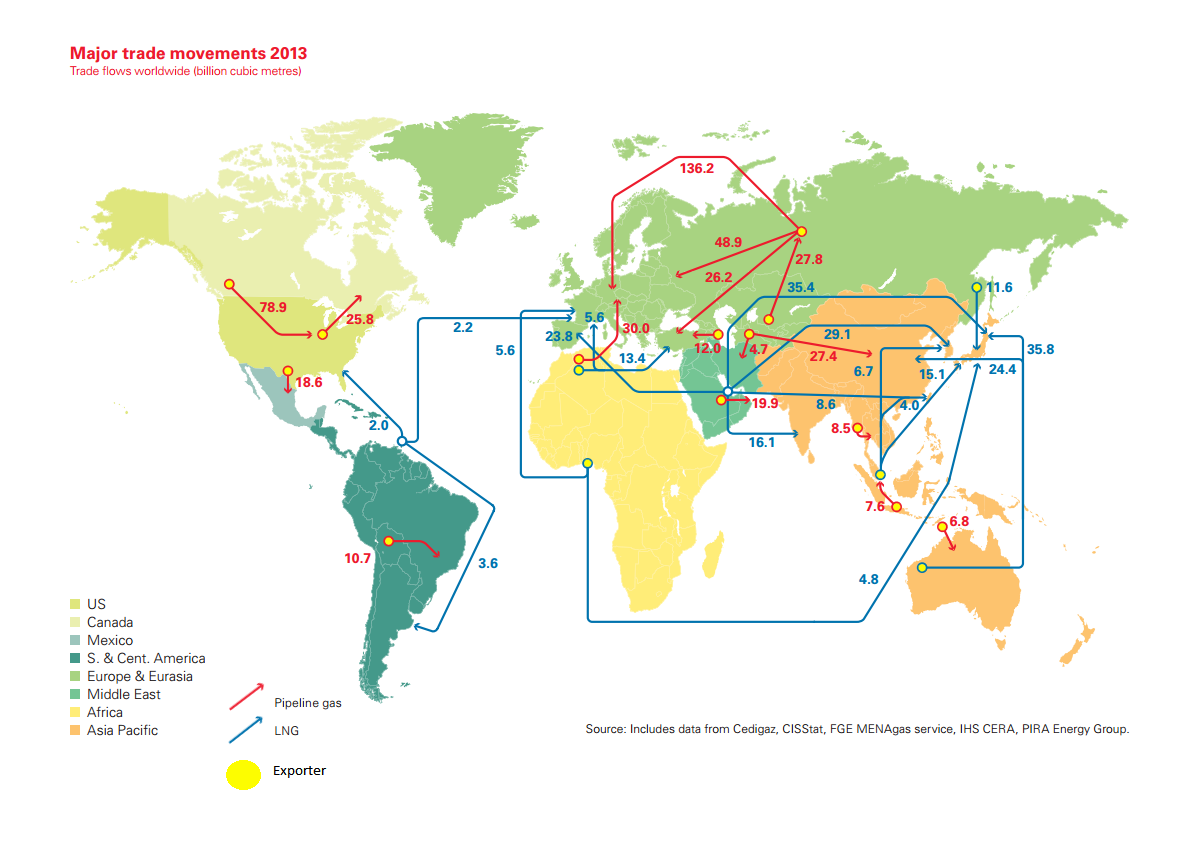
O comércio global de gás natural em 2020; os números estão em bilhões de metros cúbicos. Como pode ser visto, grande parte do comércio de gás é agora transportado por via marítima. O Catar exporta o equivalente a mais da metade da Rússia por meio de sua rede marítima sem gasodutos.

Esta é uma lista de países por exportação de gás natural baseada principalmente no The World Factbook . Para fins informativos, várias entidades não soberanas também estão incluídas nesta lista.
* indica os links "Gás natural no PAÍS ou TERRITÓRIO" ou "Energia no PAÍS ou TERRITÓRIO" .

| País/Região          | Exportações de gás natural (m3/ano) | Data da Informação |
| -------------------- | ----------------------------------- | ------------------ |
| Rússia               | 199,928,345,000                     | 2020 est.          |
| Qatar                | 143,700,000,000                     | 2020 est.          |
| Norway               | 112,951,000,000                     | 2020 est.          |
| Canada               | 70,932,000,000                      | 2020 est.          |
| Netherlands          | 39,976,000,000                      | 2020 est.          |
| United States        | 149,538,000,000                     | 2020 est.          |
| Algeria              | 39,459,000,000                      | 2020 est.          |
| Turkmenistan         | 32,643,400,000                      | 2020 est.          |
| Malaysia             | 31,262,000,000                      | 2020 est.          |
| Australia            | 102,262,000,000                     | 2020 est.          |
| Germany              | 50,092,000,000                      | 2020 est.          |
| Indonesia            | 22,524,630,000                      | 2020 est.          |
| Nigeria              | 35,586,138,000                      | 2020 est.          |
| Trinidad and Tobago  | 12,021,000,000                      | 2020 est.          |
| Bolivia              | 12,400,000,000                      | 2020 est.          |
| Uzbekistan           | 11,731,200,000                      | 2020 est.          |
| Burma                | 11,505,600,000                      | 2020 est.          |
| Kazakhstan           | 13,221,990,000                      | 2020 est.          |
| United Kingdom       | 9,595,000,000                       | 2020 est.          |
| Oman                 | 10,625,777,000                      | 2020 est.          |
| Libya                | 4,292,000,000                       | 2020 est.          |
| Brunei Darussalam    | 7,848,000,000                       | 2020 est.          |
| United Arab Emirates | 8,766,123,000                       | 2020 est.          |
| Iran                 | 12,670,000,000                      | 2020 est.          |
| China                | 5,360,000,000                       | 2007 est.          |
| Denmark              | 4,517,000,000                       | 2007 est.          |
| Ukraine              | 1,000,000,000                       | 2008 est.          |
| Egypt                | 7,100,000,000                       | 2020 est.          |
| Mexico               | 12,000,000                          | 2019 est.          |
| Austria              | 2,767,000,000                       | 2007 est.          |
| Argentina            | 700,000,000                         | 2020 est.          |
| France               | 9,102,000,000                       | 2020 est.          |
| Croatia              | 751,700,000                         | 2007               |
| Czech Republic       | 402,000,000                         | 2007 est.          |
| Slovakia             | 180,000,000                         | 2007 est.          |
| Hungary              | 138,000,000                         | 2007 est.          |
| Italy                | 315,000,000                         | 2020 est.          |
| Poland               | 45,000,000                          | 2007 est.          |
| Turkey               | 31,000,000                          | 2007 est.          |